# Ingbert Liebing

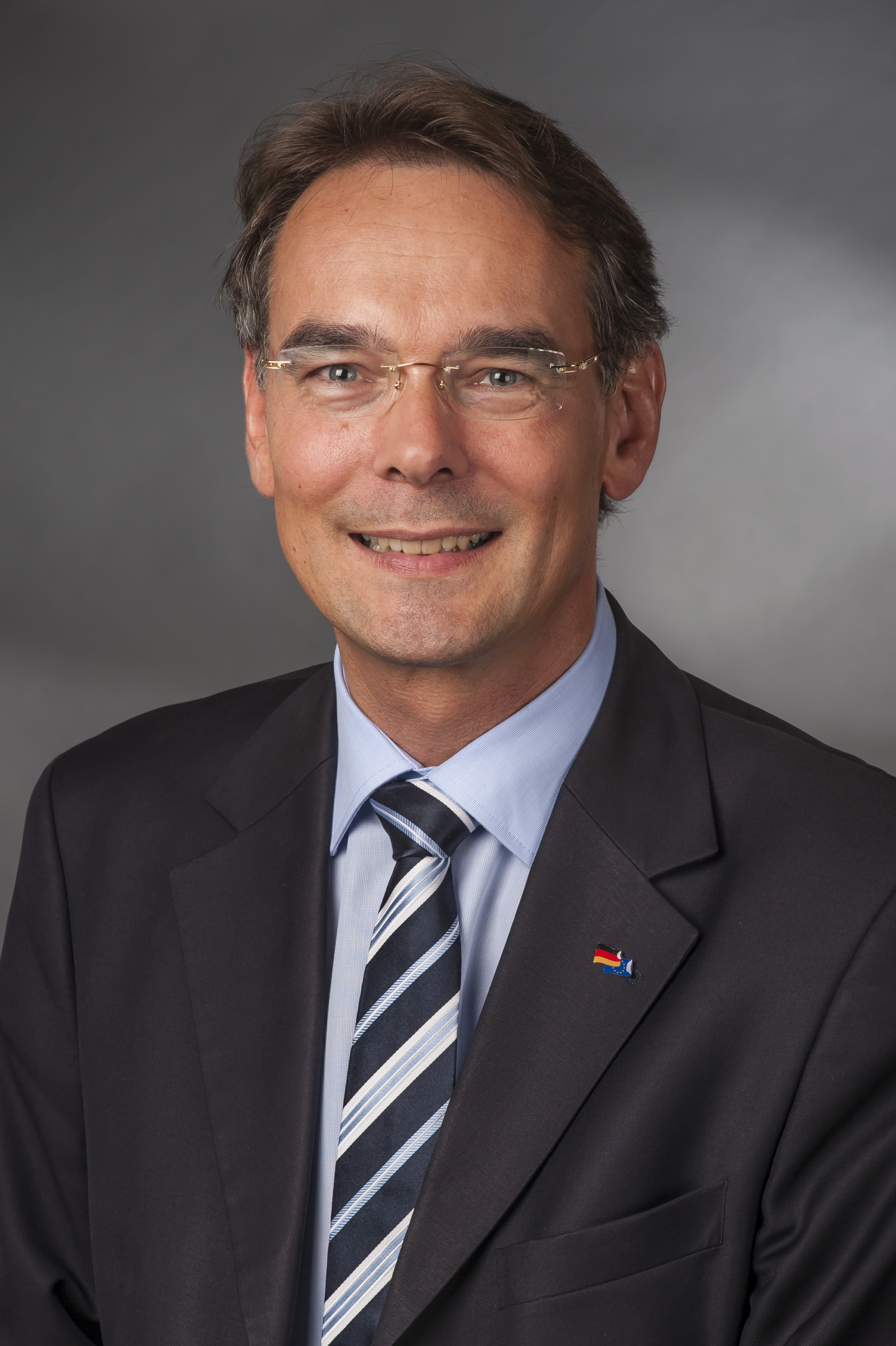
Ingbert Liebing (2014)

Ingbert Liebing (* 11. Mai 1963 in Flensburg) ist ein deutscher Politiker (CDU). Er war von 2005 bis 2017 Mitglied des Deutschen Bundestages und von November 2014 bis Oktober 2016 Landesvorsitzender der CDU Schleswig-Holstein. Zwischen Juni 2013 und November 2017 war er Bundesvorsitzender der Kommunalpolitischen Vereinigung der CDU und CSU Deutschlands. Zudem war er bis zu seinem Rückzug als Spitzenkandidat der CDU für die schleswig-holsteinische Landtagswahl 2017 vorgesehen. Nach Bildung des Kabinett Günther I war Liebing vom 28. Juni 2017 bis zum 31. März 2020 Staatssekretär und Bevollmächtigter des Landes Schleswig-Holstein beim Bund. Zum 1. April 2020 wurde Ingbert Liebing zum neuen Hauptgeschäftsführer des Verbands kommunaler Unternehmen ernannt.

## Leben und Beruf
Nach dem Abitur 1982 in Neumünster leistete Liebing seinen Wehrdienst ab und begann 1983 ein Studium der Literaturwissenschaft, der Politologie und der Orientalistik an der Christian-Albrechts-Universität Kiel, das er 1990 als Magister Artium (M.A.) abschloss. Anschließend arbeitete er als wissenschaftlicher Mitarbeiter bei der CDU-Fraktion im Schleswig-Holsteinischen Landtag; zuletzt war er hier 1995/96 als Büroleiter und persönlicher Referent des Fraktionsvorsitzenden Ottfried Hennig (1937–1999) tätig.
Ingbert Liebing ist verheiratet und hat zwei Töchter. Er lebt seit 1996 auf der Insel Sylt.

## Partei

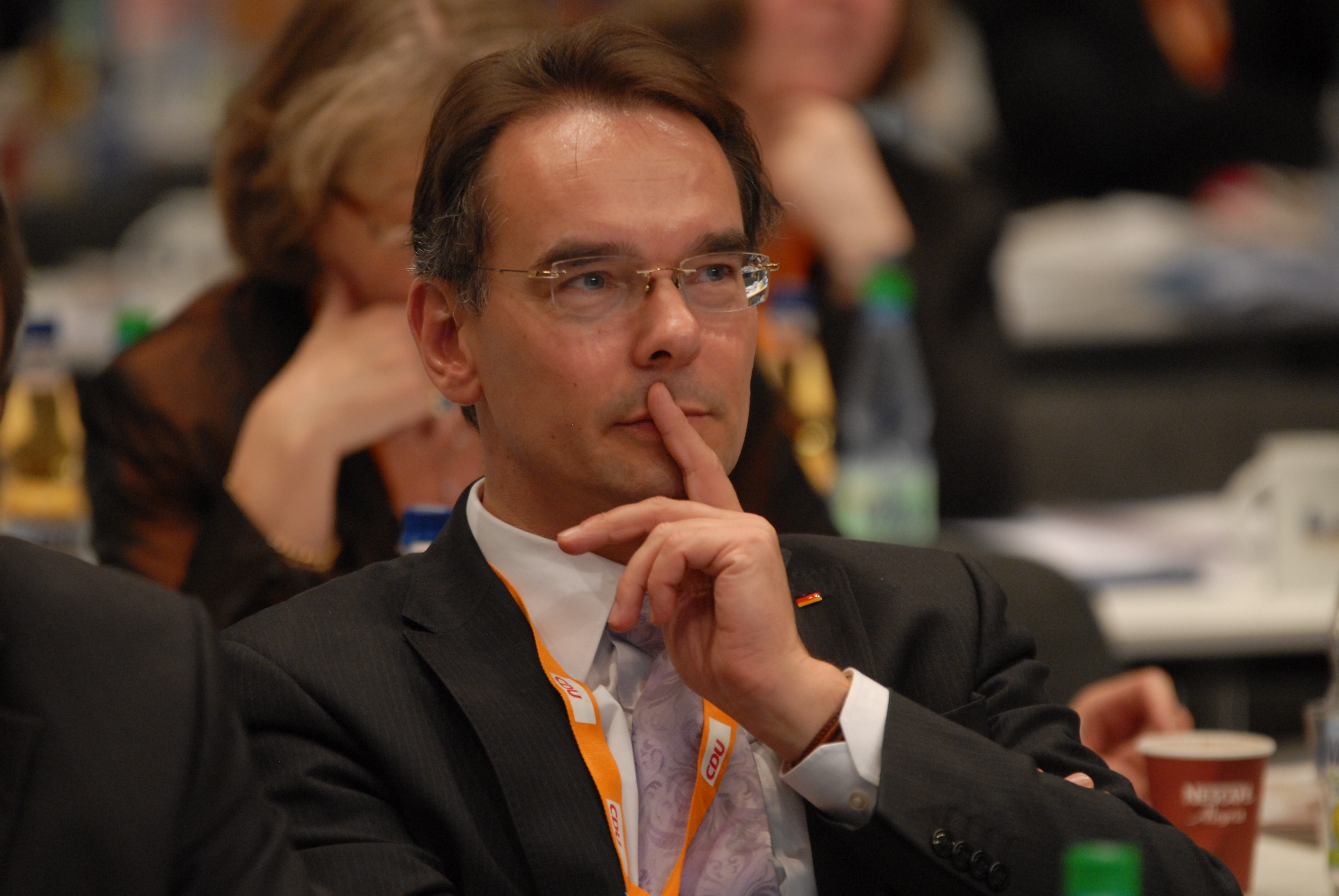
Liebing auf dem CDU-Parteitag 2012

Liebing trat 1977 in die Junge Union (JU) und 1979 auch in die CDU ein. Er war von 1984 bis 1989 Vorsitzender des JU-Kreisverbandes Neumünster und von 1985 bis 1995 stellvertretender Vorsitzender des CDU-Kreisverbandes Neumünster.
Von 1993 bis 2014 gehörte Liebing dem schleswig-holsteinischen Landesvorstand der Kommunalpolitischen Vereinigung der CDU und CSU Deutschlands (KPV) an. Von 1999 bis 2005 war er Kreisvorsitzender der KPV Nordfriesland, von Oktober 2005 bis 2014 Landesvorsitzender in Schleswig-Holstein. Vom 15. Juni 2013 bis zum 11. November 2017 war er Bundesvorsitzender der KPV.
2006 übernahm Liebing das Amt des CDU-Kreisvorsitzenden in Nordfriesland, welches er bis 2014 ausführte. Am 15. November 2014 wurde Liebing als Nachfolger von Reimer Böge zum Landesvorsitzenden der CDU Schleswig-Holstein gewählt. Er gehörte dem CDU-Bundesvorstand als Bundesvorsitzender der KPV (von 2013 bis 2017) und als CDU-Landesvorsitzender mit beratender Stimme an. Am 27. Oktober 2016 trat er wegen schlechter Umfragewerte als Spitzenkandidat und Landesvorsitzender zurück.

## Abgeordneter und öffentliche Ämter

### Kommunalpolitiker (1982–2005)
Liebing war für die CDU Neumünster von 1982 bis 1990 bürgerliches Mitglied in verschiedenen Ausschüssen und von 1990 bis 1996 Ratsherr, von 1991 bis 1996 als Vorsitzender der dortigen CDU-Fraktion.
Von 1996 bis 2005 war er auf CDU-Vorschlag gewählter Bürgermeister der Gemeinde Sylt-Ost und leitender Verwaltungsbeamter des Amtes Landschaft Sylt.

### Bundestagsabgeordneter (2005–2017)
Von 2005 bis 2017 war er Mitglied des Deutschen Bundestages. Liebing ist stets direkt für den Wahlkreis Nordfriesland – Dithmarschen Nord gewählt worden; 2005 mit 47,9 % der Erststimmen, 2009 mit 43,1 % und 2013 mit 49,8 %.
Nach der Bundestagswahl 2009 wurde Liebing stellvertretender Vorsitzender der Arbeitsgemeinschaft Kommunalpolitik der CDU/CSU-Bundestagsfraktion und stellvertretender Vorsitzender im Unterausschuss Kommunalpolitik im Deutschen Bundestag. Dem Ausschuss für Umwelt, Naturschutz und Reaktorsicherheit und dem Ausschuss für Tourismus gehörte er als ordentliches Mitglied an.
Von 2013 bis 2017 war Liebing in seiner Bundestagsfraktion Vorsitzender der Arbeitsgemeinschaft Kommunalpolitik und kommunalpolitischer Sprecher, Mitglied im Fraktionsvorstand sowie Obmann im Unterausschuss Kommunalpolitik im Bundestag. Zudem saß Liebing seitdem im Ausschuss für Wirtschaft und Energie. Als stellvertretendes Mitglied gehörte er ferner dem Ausschuss für Umwelt, Naturschutz, Bau und Reaktorsicherheit, Innenausschuss und dem Ausschuss für Tourismus an.
Liebing war zuletzt Mitglied der Europa-Union Parlamentariergruppe Deutscher Bundestag.

### Rückzug als Spitzenkandidat (2016) und Landtagsabgeordneter (2017)
Am 12. September 2015 wurde Liebing vom Landesparteivorstand einstimmig als Spitzenkandidat für die Landtagswahl 2017 nominiert. Aus diesem Grund wollte er zur im selben Jahr stattfindenden Bundestagswahl nicht für den Bundestag kandidieren. Im Oktober 2016 verzichtete er jedoch zugunsten von Fraktionschef Daniel Günther auf die Spitzenkandidatur. Zur Begründung sagte er unter anderem, die „Unterstützung von der Basis war mir immer [...] Grundlage für meine Arbeit. Aber sie reicht nicht aus, um die Durchschlagskraft zu erzielen, die für einen Wahlerfolg wichtig ist.“
Bei der Landtagswahl 2017 zog Ingbert Liebing mit 45,3 Prozent der Erststimmen als direkt gewählter Abgeordneter des Wahlkreises Nordfriesland-Nord für die 19. Wahlperiode in den Landtag ein.

### Staatssekretär für Bundesangelegenheiten des Landes Schleswig-Holstein (2017–2020)
Nach Bildung des Kabinetts Günther I wurde Liebing am 28. Juni 2017 zum Staatssekretär und Bevollmächtigten des Landes Schleswig-Holstein beim Bund ernannt und schied sowohl aus dem Bundestag wie aus dem Landtag aus. Am 31. März 2020 schied Liebing aus diesem Amt aus, da er zum neuen Hauptgeschäftsführer des Verbands kommunaler Unternehmen ernannt wurde. Seine Nachfolge als Bevollmächtigter des Landes Schleswig-Holstein beim Bund trat zum 1. April 2020 Sandra Gerken an.

### Hauptgeschäftsführer des Verbands kommunaler Unternehmen (VKU) (seit 2020)
Seit dem 1. April 2020 ist Ingbert Liebing Hauptgeschäftsführer des Verbands kommunaler Unternehmen in Berlin.

### Vorsitzender des Bundesverbands Öffentliche Dienstleistungen (BVÖD) (seit 2020)
Seit September 2020 ist Liebing Vorsitzender des Bundesverbands Öffentliche Dienstleistungen in Berlin.